# No Hide No Run
A No Hide No Run című album a német Marusha 3. stúdióalbuma, mely 1998-ban jelent meg a Low Spirit kiadónál.
Az albumon szereplő World című dalt Robin, Maurice Gibb és Bary Gibb (Bee Gees) írták.

## Megjelenések
CD  Low Spirit Recordings – 74321 57404 2
1. Electrojack	(5:42)
2. Ur Life	(5:55)
3. Bewegungsapparat (5:08)
4. First Class Day	(4:06)
5. Drum Kid	(4:58)
6. Don't U Come Back	(5:27)
7. Free Love	(6:00)
8. No Hide No Run	(6:05)
9. My Best Friend	(5:52)
10. Iasmos	(5:40)
11. Celtic	(6:07)
12. Side By Side	(4:45)
13. World (4:59)

## Slágerlista
| Év   | Cím            | Slágerlista | Slágerlista | Slágerlista | Díjak, jelölések |
| Év   | Cím            | GER         | AUT         | SWI         | Díjak, jelölések |
| ---- | -------------- | ----------- | ----------- | ----------- | ---------------- |
| 1998 | No Hide No Run | 94          | —           | —           |                  |

## Külső hivatkozások
- Hallgasd meg a teljes albumot a YouTube-on[4]
- Az album az alexandra.hu oldalon[5]